# Grund zur Aufregung
Grund zur Aufregung (Originaltitel: Cause for Alarm!) ist ein US-amerikanischer Kriminalfilm aus dem Jahr 1951 von Tay Garnett mit Loretta Young und Barry Sullivan in den Hauptrollen. Der Film noir wurde von Metro-Goldwyn-Mayer produziert und basiert auf einem Hörspiel von Larry Marcus.

## Handlung
Ellen Jones macht sich Sorgen um ihren Ehemann George, der mit Herzproblemen ans Bett gefesselt ist. Sie hofft, dass sich der neurotische und depressive George wieder in den Mann verwandelt, den sie während des Krieges geheiratet hat. Doch George übertreibt mit seiner Krankheit und beschuldigt sie und Dr. Grahame, seinen besten Freund, ihm nicht zu helfen. Im Geheimen verfasst George einen Brief an den Bezirksstaatsanwalt, in dem er angibt, dass Dr. Grahame und seine Frau ihn töten wollen. Nach einem weiteren Herzinfarkt bittet George Ellen, einen anderen Arzt zu rufen. Doch da er alle Ärzte mit seiner rüden Art vor den Kopf gestoßen hat, ist nur noch Dr. Grahame bereit, ihn zu behandeln.
Grahame schlägt vor, dass George einen Psychologen zu Rate zieht, um von seinen morbiden Vorstellungen loszukommen. Er erklärt Ellen, dass George in ein Krankenhaus gehört, bevor seine Depressionen noch schlimmer werden. Ellen verspricht, es zu versuchen ihn zu überzeugen. Als sie vor dem Haus kurz mit den Nachbarsjungen Billy spricht, der den TV-Helden Hopalong Cassidy verehrt, sieht sie zu ihrem Erstaunen George am Fenster stehen. Später spricht sie ihn darauf an, doch George bestreitet vehement, das Bett verlassen zu haben. Er beschuldigt sie stattdessen, mit Grahame ein Verhältnis zu haben und seinen Tod zu wünschen. Die Worte verletzen Ellen, doch sie gibt seiner Krankheit die Schuld an dem Ausbruch. Sie geht in die Küche und bereitet das Mittagessen vor, während George weiter an seinem Brief schreibt.
Nach dem Essen fühlt sich George besser. Er bittet Ellen einen Brief für die Versicherung abzuschicken. Auch der Postbote Mr. Carston hat, wie er Ellen bei der Übergabe des Briefes sagt, George am Fenster gesehen. Ellen eilt ins Schlafzimmer und bittet George eindringlich, seine Gesundheit nicht aufs Spiel zu setzen. George bestreitet erneut, am Fenster gewesen zu sein, der Postbote müsse sich irren. Dann erzählt er ihr eine seltsame Geschichte aus seiner Kindheit, in der er einen Nachbarsjungen geschlagen hat, der sein Spielzeug angefasst hatte. Seine Mutter forderte ihn dann auf, sich bei dem Jungen zu entschuldigen. George hatte das Spielzeug selber zerbrochen, damit der Junge es nicht benutzen konnte. Die Geschichte und Georges augenscheinliche Befriedigung ängstigt Ellen, die glaubt, dass sie das Spielzeug personifiziere.
George erzählt ihr, was wirklich in dem Brief steht. Besonders verdächtig mache Ellen eine neue Bestellung des verschriebenen Herzmedikaments. Er droht, sie zu töten und greift nach einer unter der Decke versteckten Pistole. Plötzlich erleidet er einen Herzanfall, an dem er stirbt. Das klingelnde Telefon reißt Ellen aus ihrem Entsetzen. Der Apotheker will mit ihr über die Bestellung sprechen. Ellens Antworten sind durcheinander, sie erzählt nichts von Georges Tod. Sie befürchtet, dass nun alles, was sie tut und sagt, verdächtig erscheinen wird. Ihr wird klar, dass sie den Brief abfangen muss und macht sich auf die Suche nach Mr. Carston. Zuerst ist der Postbote einverstanden, doch als er sieht, dass nicht Ellen, sondern George der Absender ist, erklärt er ihr, dass er ihr den Brief nicht aushändigen darf und sie sich deswegen mit dem Superintendenten in Verbindung setzen muss.
Als Ellen zu Hause ist, stößt sie auf Clara Edwards, Georges Tante, die sich mit dem bei einem Nachbarn deponierten Zweitschlüssel Zugang verschafft hat. Ellen kann sie überzeugen, dass ihr Besuch George aufregen würde. Ellen nimmt nach Claras Weggang die Pistole aus Georges Hand, wobei sich ein Schuss löst, der in den Boden geht. Dann erscheint der Notar Mr. Russell, der George unbedingt sprechen will, da er trotz Termin nicht erschienen ist. Endlich geht er, doch Ellen befürchtet, dass sie sich weiterhin verdächtig gemacht hat. Im Postamt erfährt sie, dass man ihr den Brief nur mit Georges Vollmacht aushändigen darf.
Wieder zu Hause erinnert sich Ellen, dass Dr. Grahame vorbeikommen will. Sie ruft ihn an, um abzusagen, erreicht ihn aber nicht, da er Hausbesuche macht. Kurz darauf steht er vor der Tür. Ellen greift zur Notlüge, dass ein anderer Arzt bei George ist, doch Grahame vermutet, dass George gestorben ist. Ellen bricht zusammen und erzählt ihm die Wahrheit. Grahame geht ins Schlafzimmer und findet die Pistole und das Einschussloch im Boden. Unvermutet erscheint Mr. Carston, der Ellen den Brief übergibt, der unzureichend frankiert ist. Als der Postbote weg ist, bekommt sie einen hysterischen Anfall. Grahame beruhigt sie und verbrennt den Brief. Ellen hofft, dass sie eines Tages das Drama vergessen kann.

## Produktion

### Hintergrund
Gedreht wurde der Film von Ende April bis Ende Mai 1950 in Beverly Hills, Los Angeles sowie in den MGM-Studios in Culver City.
John Hodiak war anfangs für die Rolle des Dr. Grahame vorgesehen, wurde aber nach einer Woche von Bruce Cowling ersetzt. William Boyd erlaubte MGM Verweise auf seine TV-Serie über den Westernhelden Hopalong Cassidy zu geben. So ist die Figur des Jungen Billy in ein Kostüm des Helden gekleidet und Billy gibt sich selber den Spitznamen Hoppy.

### Stab
Cedric Gibbons und Arthur Lonergan oblag die künstlerische Leitung. Edwin B. Willis war für das Szenenbild zuständig, William Tuttle für das Maskenbild. Verantwortlicher Toningenieur war Douglas Shearer. Léo Arnaud und Wally Heglin leiteten das Studioorchester.

### Besetzung
In kleinen nicht im Abspann erwähnten Nebenrollen traten Robert Easton, Kathleen Freeman, Teddy Infuhr und Carl Switzer auf.

## Synchronisation
Die deutschsprachige Synchronfassung entstand 1975 im Auftrag der Studio Hamburg Synchron.
| Rolle          | Schauspieler     | Deutscher Synchronsprecher |
| -------------- | ---------------- | -------------------------- |
| Ellen Jones    | Loretta Young    | Renate Danz                |
| George Jones   | Barry Sullivan   | Thomas Braut               |
| Dr. Grahame    | Bruce Cowling    | Werner Bruhns              |
| Clara Edwards  | Margalo Gillmore | Christa Berndl             |
| Mr. Carston    | Irving Bacon     | Manfred Steffen            |
| Mrs. Warren    | Georgia Backus   | Jo Wegener                 |
| Mr. Russell    | Don Haggerty     | Henry Kielmann             |
| Superintendent | Art Baker        | Hans Paetsch               |

## Veröffentlichung
Die Premiere des Films fand am 2. Februar 1951 in Washington, D.C. statt. In der Bundesrepublik Deutschland wurde er am 3. März 1976 im deutschen Fernsehen ausgestrahlt.

## Kritiken
Der Filmkritiken-Aggregator Rotten Tomatoes hat in einer Auswertung von über 250 User-Kritiken ein Publikumsergebnis von 29 Prozent positiver Bewertungen ermittelt.
Das Lexikon des internationalen Films schrieb: „Spannender Psychothriller, dessen Handlung beinahe ausschließlich auf einen einzigen Schauplatz beschränkt bleibt.“
Die Filmzeitschrift Cinema befand: „Ein bösartiger kleiner Thriller.“
Bosley Crowther von der The New York Times legte dar, dass der Film ein kostengünstiger aber stabiler Beweis dafür sei, dass ein anregender Thriller ohne harte Ganoven und Werwölfe auskomme. Hier werde eine einfache Situation durch Betonung der alltäglichen Eintönigkeit in eine vollkommen frostige Angelegenheit umgewandelt. Durch erstklassige Regie, Script und Darsteller (und Fantasie) beweise Produzent Lewis, dass auch ein kleiner Spaziergang weite Strecken zurücklegen kann.
Der Kritiker der Time lobte insbesondere Loretta Young, deren exzellente Arbeit den Film fast in ein Ein-Frauen-Stück verwandele. Das straffe Drehbuch beinhalte aber auch wohl gerundete Nebenrollen, die überraschend gut gespielt seien.
Margaret Talbot bezeichnete im Magazin The New Yorker den Film als straff und spannend mit einer ironischen Wendung am Ende. Von einem Mann geschrieben, zeige er Anzeichen von unbeabsichtigtem Feminismus.
Im Austin Chronicle beschrieb Jeremy Renshaw den Film als interessanten kleinen B noir mit einem intelligenten Drehbuch und dicht erschaffener Spannung, die sich jedoch schlussendlich in einem enttäuschenden Ende totlaufe.
François Truffaut schrieb in seiner Kritik, die Gediegenheit des Szenarios werde dem Effekt geopfert, der, perfekt abgestimmt, genau treffe. Und das sei doch, was zählt.
Der Kritiker des TV Guide sah einen flotten Thriller.